# Adolf Weiland

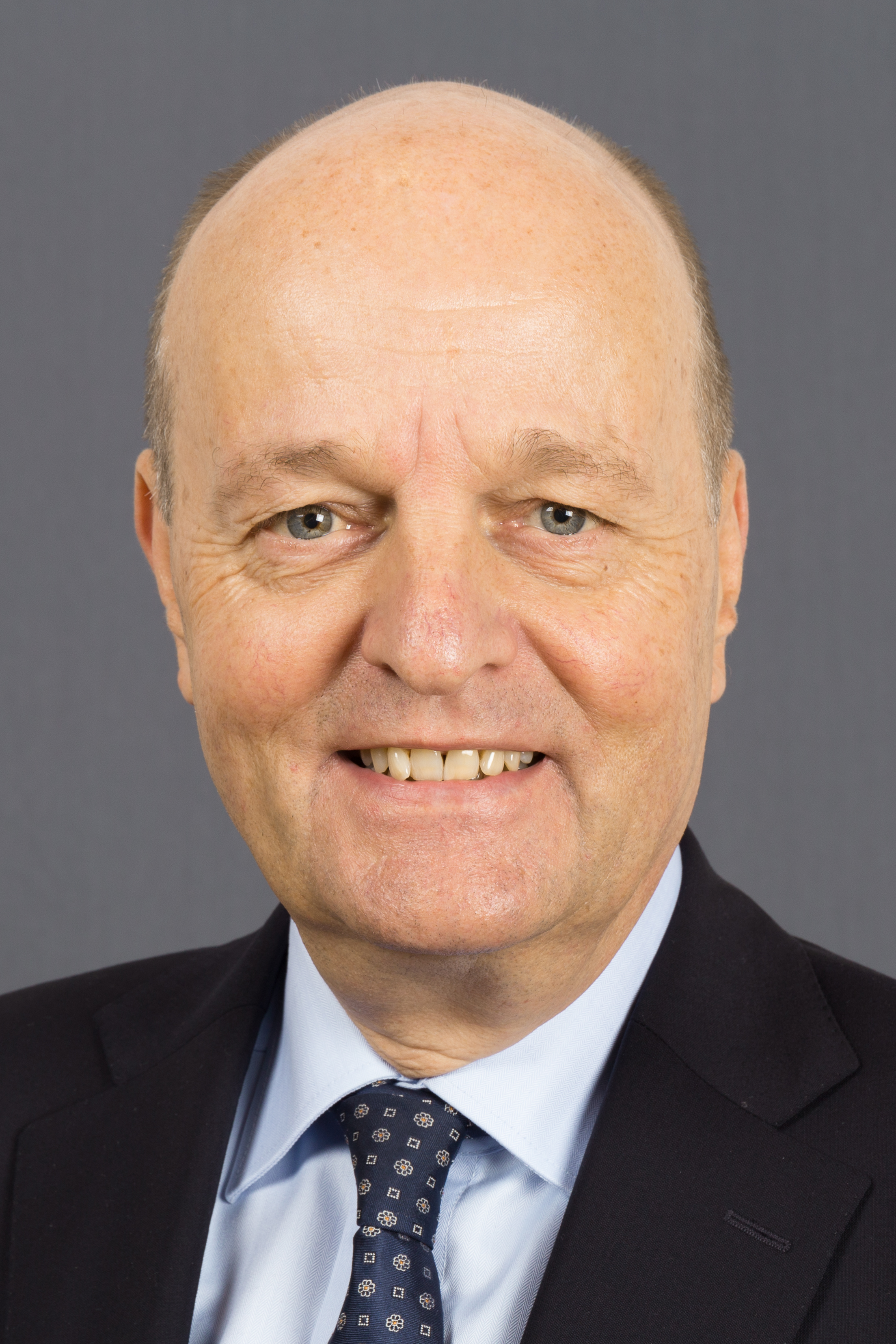
Adolf Weiland (2016)

Adolf Weiland (* 14. August 1953 in Rhens) ist ein deutscher Politiker (CDU). Von 1996 bis 2021 war er Mitglied des rheinland-pfälzischen Landtages.

## Leben und Beruf
Nach dem Abitur 1972 studierte Weiland Politikwissenschaft, Germanistik und Philosophie an der Johannes Gutenberg-Universität Mainz und wurde 1983 promoviert. Anschließend war er bis 1987 Referent beim rheinland-pfälzischen Innenminister Kurt Böckmann und dann bei der CDU-Landtagsfraktion. Von 1988 bis 1991 war er Büroleiter bei Finanzminister Emil Wolfgang Keller und schließlich bis 1996 Referent im Wissenschaftsministerium. Weiland ist verheiratet und hat drei Kinder.

## Politik
Weiland trat 1977 der CDU bei. 1994 wurde er Mitglied des Kreistages des Landkreises Mayen-Koblenz und Vorsitzender des CDU-Kreisverbands. Von 1995 bis 2005 war er stellvertretender Vorsitzender der CDU Rheinland-Pfalz. Von 1996 bis 2021 war er Abgeordneter des rheinland-pfälzischen Landtags, in dem er den Wahlkreis 12 (Mayen) vertrat. Hier gewann er zuletzt 2016 das Direktmandat. Im Landtag war er stellvertretender Vorsitzender der CDU-Landtagsfraktion, Vorsitzender der Rechnungsprüfungskommission, Mitglied im Haushalts- und Finanzausschuss und im Ausschuss für Medien, Digitale Infrastruktur sowie Netzpolitik und im Ältestenrat.
Neben dem Landtagsmandat übt Weiland folgende Funktionen aus:
- Kreisvorsitzender der CDU Mayen-Koblenz
- Mitglied des Kreistages Mayen-Koblenz
- Von September 2020 bis November 2022: Mitglied und Vorsitzender des Rundfunkrates des Südwestrundfunks[1]

Darüber hinaus war Weiland er von 2005 bis Oktober 2019 Vorsitzender des CDU-Bezirksverbandes Koblenz-Montabaur. Sein Nachfolger in diesem Amt wurde Matthias Lammert. Der Schwerpunkte seiner politischen Arbeit sind Haushalt, Finanzen und Medienpolitik.
Weiland kandidierte bei der Wahl zum 18. Landtag von Rheinland-Pfalz nicht erneut.